# Deacon Blue
Deacon Blue is een Britse band afkomstig uit Glasgow.

## Geschiedenis
De band werd opgericht in 1985 door zanger en tekstschrijver Ricky Ross. Het eerste album Raintown verscheen in 1987. De bekendste nummers in Nederland van de band waren Dignity (1987) en Your Town (1992). Toen drummer Dougie Vipond besloot de groep te verlaten ten gunste van een carrière in de televisiewereld, ging Deacon Blue in 1994 uit elkaar.
Vijf jaar later hield de band een reünieconcert, wat tot het album Walking Back Home leidde, waarop een achttal nieuwe nummers stonden aangevuld met eerder uitgebracht werk. De band werkte sindsdien op parttimebasis, doordat de bandleden inmiddels hun eigen carrières buiten de muziek hadden. De bezetting op bas en gitaar wisselde enkele malen nadat eerst de oorspronkelijke bassist Ewen Vernal zich in 1997 bij de Schotse band Capercaillie aan had gesloten en de oorspronkelijke gitarist Graeme Kelling in 2004 stierf aan alvleesklierkanker.
In de daaropvolgende jaren werden geregeld nieuwe studio albums uitgebracht en toerde de band geregeld door voornamelijk het Verenigd Koninkrijk met enkele uitstapjes naar andere landen, waaronder een concert in Nederland in 2022, hun eerste sinds 1993.
In juni 2025 overleed toetsenist en componist van het eerste uur James (Jim) Prime op 64-jarige leeftijd na een kort ziekbed.

## Discografie

### Albums
- Raintown (1987)
- When the World Knows Your Name (1989)
- Fellow Hoodlums (1991)
- Whatever You Say, Say Nothing (1993)
- Walking Back Home (1999)
- Homesick (2001)
- The Hipsters (2012)
- A New House (2014)
- Believers (2016)
- City of Love (2020)
- Riding on the Tide of Love (2021)
- The Great Western Road (2025)

### Compilaties
- Our Town: The Greatest Hits (1994)
- Riches & More (1997)
- Walking Back Home (1999)
- The Very Best of Deacon Blue (2001)

### Hitnoteringen

#### Albums
| Album met eventuele hitnotering(en) in de Nederlandse Album Top 100 | Datum van verschijnen | Datum van binnenkomst | Hoogste positie | Aantal weken | Opmerkingen |
| ------------------------------------------------------------------- | --------------------- | --------------------- | --------------- | ------------ | ----------- |
| Raintown                                                            | 1987                  | 11-07-1987            | 54              | 4            |             |
| When the World Knows Your Name                                      | 1989                  | 29-04-1989            | 60              | 6            |             |
| Whatever You Say, Say Nothing                                       | 1993                  | 20-03-1993            | 43              | 9            |             |

#### Singles
| Single met eventuele hitnotering(en) in de Nederlandse Top 40 | Datum van verschijnen | Datum van binnenkomst | Hoogste positie | Aantal weken | Opmerkingen                 |
| ------------------------------------------------------------- | --------------------- | --------------------- | --------------- | ------------ | --------------------------- |
| Dignity                                                       | 1987                  | 20-06-1987            | tip3            | 5            |                             |
| I'll Never Fall in Love Again                                 | 1990                  | -                     | -               | -            | Nr. 72 in de Single Top 100 |
| Your Town                                                     | 1993                  | 23-01-1993            | 17              | 5            | Alarmschijf                 |
| Will We Be Lovers                                             | 1993                  | 03-04-1993            | tip15           | 3            |                             |

| Single met hitnotering(en) in de Vlaamse Ultratop 50 | Datum van verschijnen | Datum van binnenkomst | Hoogste positie | Aantal weken | Opmerkingen |
| ---------------------------------------------------- | --------------------- | --------------------- | --------------- | ------------ | ----------- |
| City of Love                                         | 2020                  | 25-01-2020            | tip             | -            |             |